# هاميش ماكدونالد (لاعب اتحاد الرغبي)
هاميش ماكدونالد (بالإنجليزية: Hamish Macdonald)‏ هو لاعب اتحاد الرغبي نيوزيلندي، ولد في 11 يناير 1947 في Rawene ‏ في نيوزيلندا.

## وصلات خارجية
- هاميش ماكدونالد عل موقع إسبنسكروم (الإنجليزية)